# تسوتان فیلیپوف
تسوتان فیلیپوف (بلغاری: Цветан Филипов؛ زادهٔ ۲۸ اوت ۱۹۸۸) بازیکن فوتبال اهل بلغارستان است.
از باشگاه‌هایی که در آن بازی کرده است می‌توان به باشگاه فوتبال وستون سوپر مار اشاره کرد.